# Дулсинея
Дулсинея (на испански: Dulcinea del Toboso) – любимата на Дон Кихот.
Двамата са герои на известна пародия на рицарски роман. От испански dulce – сладък.